# Werner Schmidt (Staatssekretär)

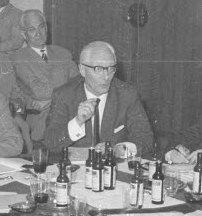
Werner Schmidt auf einer Arbeitstagung des Volksheimstättenwerks (1967)

Werner Schmidt (* 23. Oktober 1911 in Hadersleben; † 1990) war ein deutscher Verwaltungsjurist.

## Berufliche Tätigkeit
Der promovierte Jurist war von 1952 bis 1966 Bürgermeister von Eckernförde (und gehörte dort zunächst der GKG und später nach einer parteilosen Zeit der FDP an), dann Staatssekretär in der schleswig-holsteinischen Landesregierung (1967 bis 1971 im Ministerium für Arbeit, Soziales und Vertriebene, 1971 bis 1973 im Innenministerium).
Aufgrund erhobener Vorwürfe vor allem über Schmidts Rolle in der NS-Vergangenheit sah sich der schleswig-holsteinische Innenminister Paul Pagel veranlasst, die Wahl Schmidts zum Eckernförder Bürgermeister zunächst auszusetzen. Es hieß im Schreiben an die Stadt vom 19. August 1952: ...die erhobenen Vorwürfe gehen dahin, daß er Vereinigungen der jüngeren Vergangenheit angehört bzw. angehört hat, welche die Grundsätze der Demokratie nicht bejahen ... Durch sofortige Wirkung ist die Stadt daran gehindert, an Herrn Dr. Schmidt eine Urkunde über die Ernennung zum Bürgermeister auszuhändigen ....

## Ehrenamt
Von 1969 bis 1972 war er Mitglied des Beirats der Friedrich-Naumann-Stiftung. Von 1974 bis 1985 war er Vorsitzender des Schleswig-Holsteinischen Heimatbundes.

## Ehrungen
- 1973: Großes Verdienstkreuz der Bundesrepublik Deutschland
- 1987: Großes Verdienstkreuz mit Stern der Bundesrepublik Deutschland[7]

## Veröffentlichungen
- Schleswig-Holsteiner unter sich über sich, Frankfurt: Weidlich, 1979, ISBN 3-8035-8590-2.